# Sampāti

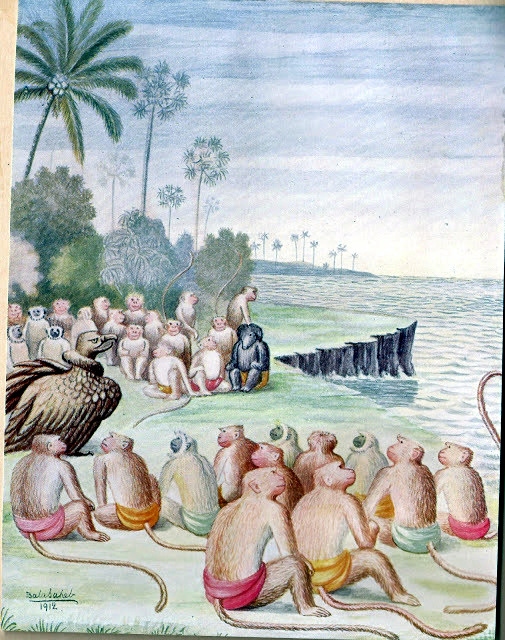
Sampāti incontra i Vānara.

Sampāti (devanagari: संपाती) è un personaggio della mitologia induista, che compare in particolare nel poema epico Rāmāyaṇa, dove ha un ruolo nella ricerca di Rāma di sua moglie Sītā, rapita dal malvagio demone Rāvaṇa.
Figlio di Aruṇa e Shyeni, e fratello maggiore di Jaṭāyu, ha, come il fratello, la forma di un avvoltoio, o talvolta di un'aquila.
Il mito principale che lo riguarda è quello relativo alla gara con il fratello per chi raggiungesse per primo il sole, con la conseguente perdita delle sue ali. un mito che richiama quello occidentale di Icaro.